# 城月镇
城月镇，是中华人民共和国广东省湛江市遂溪县下辖的一个乡镇级行政单位。

## 行政区划
城月镇下辖以下地区：
城月社区、新城社区、城糖社区、竹叶塘村、城月村、后溪村、田头村、扶良村、官田村、石塘村、坡头村、潭葛村、东风村、帮机村、家寮村、迈坦村、仁里村、虎头坡村、庄家村、平衡村、吴村、吴西村、坑仔村、高明村、陈家村和雷州林业局机关。